# La Colmena de Arriba
La Colmena de Arriba är en ort i Mexiko.   Den ligger i kommunen Allende och delstaten Nuevo León, i den centrala delen av landet, 700 km norr om huvudstaden Mexico City. La Colmena de Arriba ligger 544 meter över havet och antalet invånare är 159.
Terrängen runt La Colmena de Arriba är varierad. Runt La Colmena de Arriba är det ganska glesbefolkat, med 40 invånare per kvadratkilometer. Närmaste större samhälle är Allende, 4,1 km öster om La Colmena de Arriba. I omgivningarna runt La Colmena de Arriba växer i huvudsak blandskog.